# Jefferson Shreve
Jefferson Scott Shreve (Indianapolis, 24 settembre 1965) è un politico statunitense, membro della Camera dei Rappresentanti per lo stato dell'Indiana dal 2025.

## Biografia
Nato ad Indianapolis, Jefferson Shreve frequentò l'Università dell'Indiana, conseguì un Master of Arts presso l'Università di Londra e ottenne poi un MBA presso l'Università Purdue.
Fondò un'azienda, la Storage Express, che vendette nel 2022 per 590 milioni di dollari. Divenne inoltre membro del consiglio dell'Università dell'Indiana - Università Purdue Indianapolis.
Nel 2013 ottenne un seggio all'interno del consiglio comunale di Indianapolis, per sostituire un consigliere uscente che era entrato a far parte dell'amministrazione dell'allora governatore dell'Indiana Mike Pence. Non si candidò per la rielezione, ma nel 2016 il Partito Repubblicano gli affidò nuovamente un seggio dopo le dimissioni di un consigliere dichiaratosi colpevole di quattro reati.
Nel 2016 si candidò al Senato dell'Indiana, ma perse le primarie repubblicane per soli 414 voti.
Nel 2023 si candidò alla carica di sindaco di Indianapolis, perdendo le elezioni contro il democratico uscente Joe Hogsett. Durante la campagna elettorale propose di vietare la vendita di armi d'assalto, di abrogare il porto d'armi senza permesso e di aumentare l'età legale per l'acquisto di un'arma da diciotto a ventun anni. Per questo motivo, ottenne una valutazione insufficiente dalla National Rifle Association of America.
Nel 2024 si candidò alla Camera dei Rappresentanti per il seggio lasciato dal deputato in carica Greg Pence.
Si aggiudicò le primarie repubblicane con il 28% dei voti contro altri sei candidati e successivamente vinse anche le elezioni generali con il 63,9%. In totale, Shreve spese 6 milioni di dollari nel corso della campagna elettorale per il Congresso.
Ideologicamente, Jefferson Shreve si configurò come repubblicano moderato durante la sua campagna elettorale per sindaco di Indianapolis, mentre nella campagna per il Congresso espresse posizioni maggiormente conservatrici.